# Avshar
Avshar votka je žestoko alkoholno piće koje se proizvodi u Armeniji. Ovo je prva votka u Armeniji koja je proizvedena od pšenice, a dobiva se trostrukom destilacijom u destileriji "Avshar wine factory" u Erevanu, poznatom proizvođaču vina i žestica osnovanom 1968. godine. Avshar votka sadrži 40% alkohola i dobitnik je mnogih priznanja od kojih je najznačajnija dvostruka zlatna medalja na natjecanju vina i žestica 2000. godine u Moskvi, kao i zlatnu medalju za najbolju votku s područja bivšeg Sovjetskog saveza godinu kasnije.